# Módulo dinámico (viscoelasticidad)
En viscoelasticidad, el módulo dinámico o módulo complejo ) es una función que define la relación entre la tensión y la deformación en condiciones vibratorias u oscilatorias. Usualmente, se calcula a partir de los datos obtenidos en ensayos de vibración libre o forzada, en cizalladura, compresión o alargamiento.  Es una propiedad de los materiales viscoelásticos lineales.

## Retardo de fase de la tensión frente a la deformación viscoelásticas
La viscoelasticidad lineal emplea un tipo de análisis dinámico para analizar el efecto de una fuerza oscilante, que porduce tensiones en un material, y se mide el desplazamiento resultante, de donde se deduce igualmente la deformación.
- En los materiales puramente elástica la tensión y la deformación se producen en fase, de modo que la respuesta de una se produce simultáneamente con la otra.

- En los materiales puramente viscosos, existe una diferencia de fase entre la tensión y la deformación, en la que la deformación se retrasa con respecto a la tensión en un desfase de 90 grados ({\displaystyle \pi /2}).
- Los materiales viscoelásticos tienen un comportamiento intermedio entre los materiales puramente viscosos y los puramente elásticos, y presentan cierto desfase en la deformación.[3]

La tensión y la deformación en un material viscoelástico sometido a una solicitación cíclica pueden representarse mediante las siguientes expresiones:
- Deformación: {\displaystyle \varepsilon =\varepsilon _{0}\sin(\omega t)}
- Esfuerzo: {\displaystyle \sigma =\sigma _{0}\sin(\omega t+\delta )\,} [3]

donde
{\displaystyle \omega =2\pi f} donde {\displaystyle f} es la frecuencia de oscilación de la deformación,
{\displaystyle t} es el tiempo,
{\displaystyle \delta } es el desfase entre la tensión y la deformación.
El módulo de relajación de tensiones {\displaystyle G\left(t\right)} es la relación de la tensión restante en el tiempo {\displaystyle t} después de que se haya aplicado una tensión escalonada {\displaystyle \varepsilon } en el tiempo {\displaystyle t=0}:

{\displaystyle G\left(t\right)={\frac {\sigma \left(t\right)}{\varepsilon _{0}}}}

que es una generalización dependiente del tiempo de la ley de Hooke para el comportamiento elástico. Para los sólidos viscoelásticos, {\displaystyle G\left(t\right)} converge al módulo de corte de equilibrio{\displaystyle G}:

{\displaystyle G=\lim _{t\to \infty }G(t)}

La transformada de Fourier del módulo de relajación en cizalladura {\displaystyle G(t)} es {\displaystyle {\hat {G}}(\omega )={\hat {G}}'(\omega )+i{\hat {G}}''(\omega )}.

### Módulos de almacenaje y de pérdida
Los módulos de almacenaje y de pérdida en materiales viscoelásticos miden la energía almacenada, que representa la parte elástica, y la energía disipada en forma de calor, que representa la parte viscosa. Los módulos de almacenaje y de pérdida en tracción se definen como sigue:
- Almacenaje:  {\displaystyle E'={\frac {\sigma _{0}}{\varepsilon _{0}}}\cos \delta }
- Pérdida: {\displaystyle E''={\frac {\sigma _{0}}{\varepsilon _{0}}}\sin \delta } [3]

De forma similar, también se definen los módulos de almacenaje y pérdida por cizallamiento, {\displaystyle G'} y {\displaystyle G''}.
Se pueden utilizar variables complejas para expresar matemáticamente los módulos anteriores, en particular se definen los módulos complejos {\displaystyle E^{*}} y {\displaystyle G^{*}} de la siguiente manera:
{\displaystyle E^{*}=E'+iE''}
{\displaystyle G^{*}=G'+iG''} 
donde {\displaystyle i={\sqrt {-1}}} es la unidad imaginaria.

### Cociente entre el módulo de pérdida y el de almacenaje
El cociente entre el módulo de pérdida y el módulo de almacenaje en un material viscoelástico se define como {\displaystyle \tan \delta } y  proporciona una medida del amortiguamiento en el material. {\displaystyle \tan \delta } también puede visualizarse como la tangente del ángulo de fase ({\displaystyle \delta }) entre el módulo de almacenaje y el módulo de pérdida.
Tracción: {\displaystyle \tan \delta ={\frac {E''}{E'}}}
Cizalladura: {\displaystyle \tan \delta ={\frac {G''}{G'}}}
Para un material con un {\displaystyle \tan \delta } mayor que 1, prevalece la componente viscosa de disipación de energía del módulo complejo.